# Fidias
Fidias var græsk billedhugger i antikken.